# Étichonides

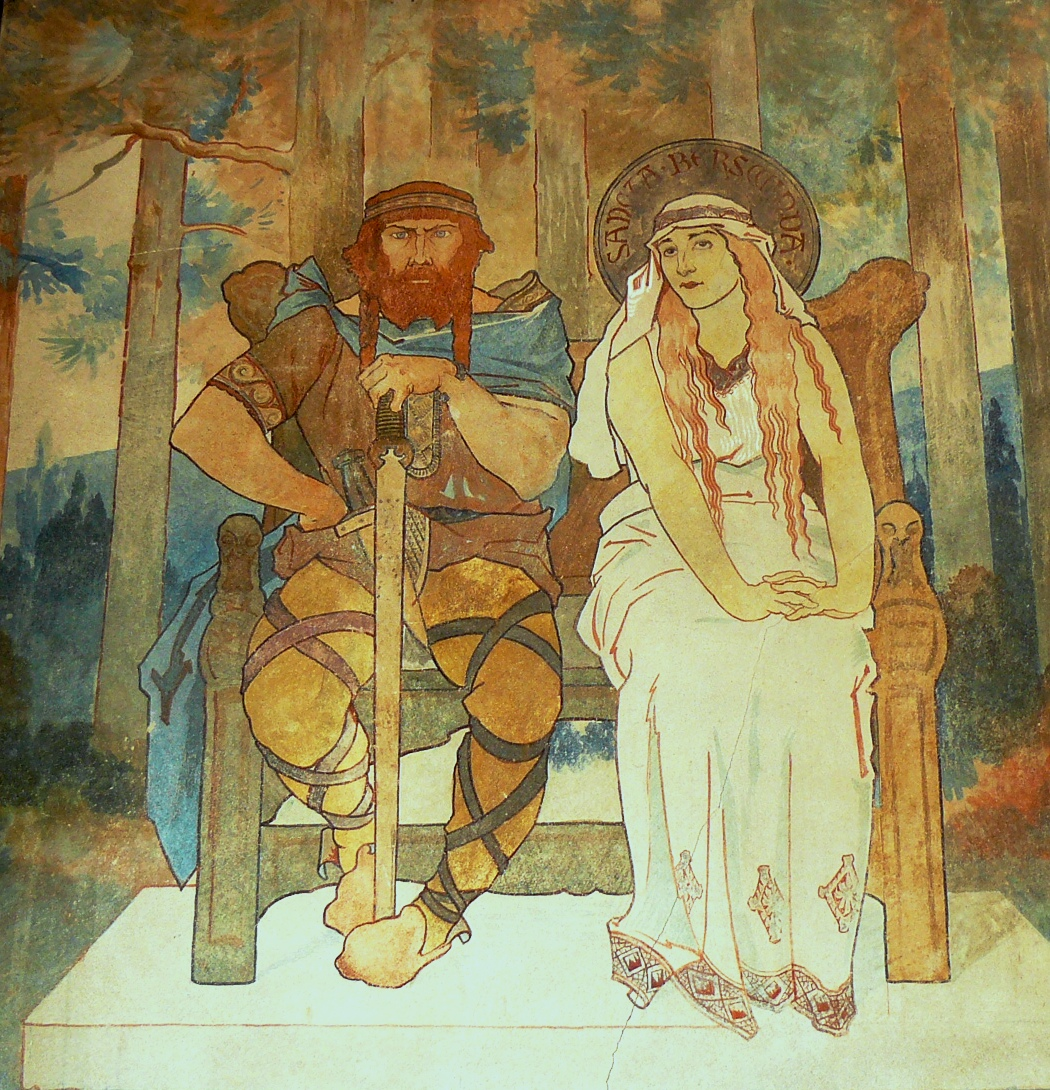
Aldaric et Bereswinde, parents de sainte Odile. Fresque de Charles Spindler (1865-1938) exposée à l'entrée du Mont Sainte-Odile, à côté du kiosque.

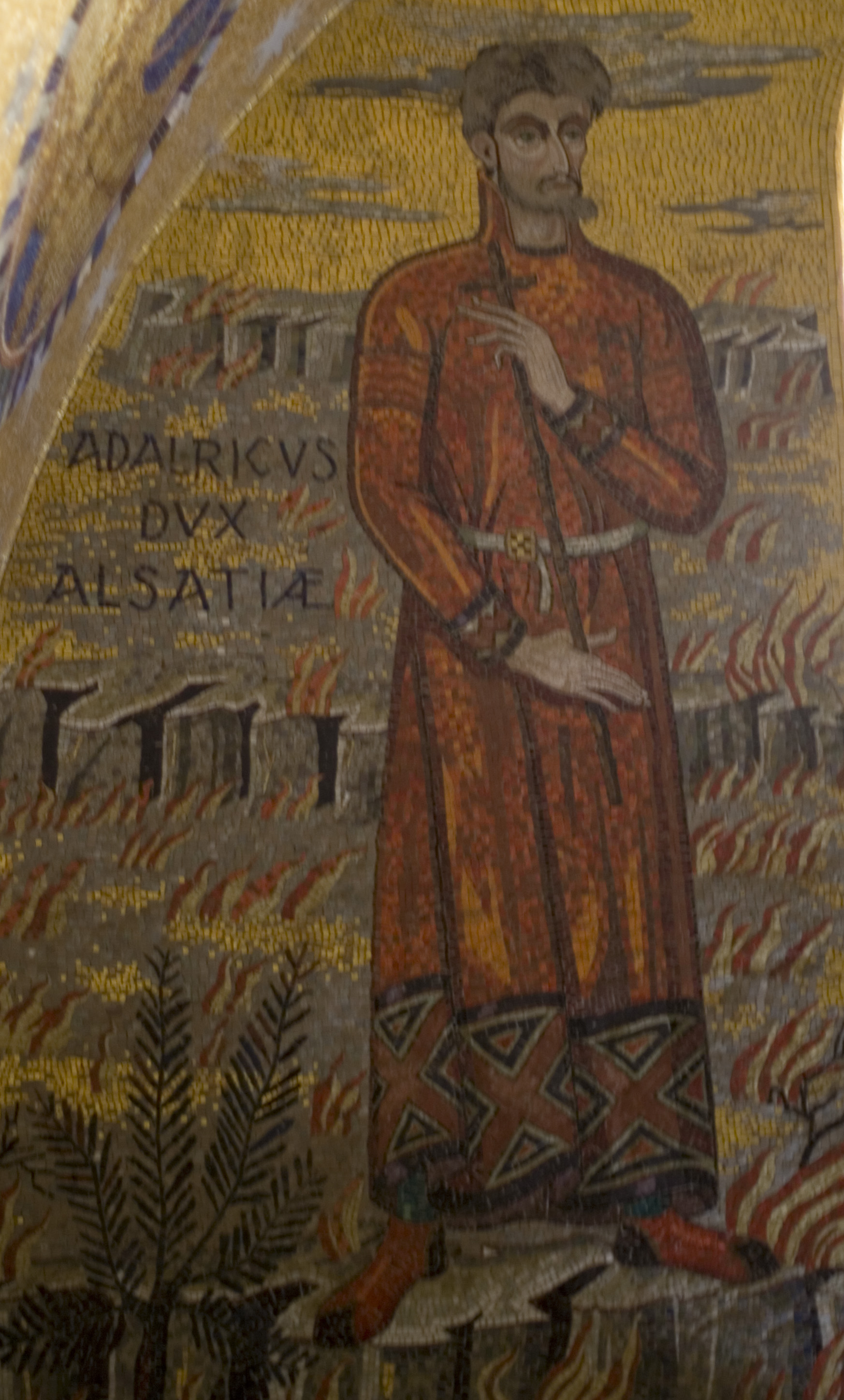
Mosaïque représentant Adalric dans son caveau au Mont Sainte-Odile en Alsace.

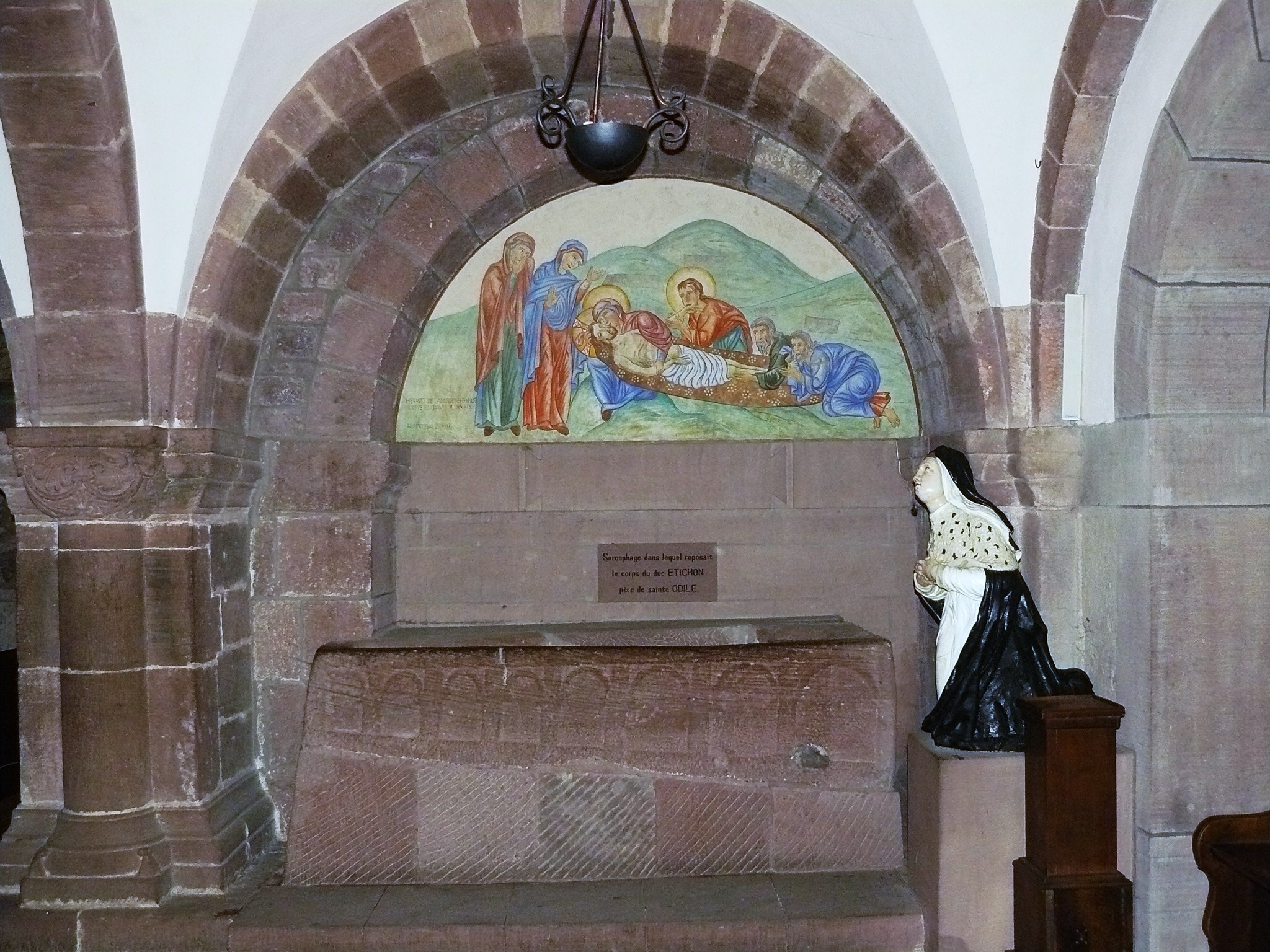
Sarcophage dans lequel reposait le corps d'Etichon père de sainte Odile.

Les Étichonides [etikɔnid] sont une illustre famille issue de la noblesse franque, possessionnée principalement en Alsace. Des deux premiers ducs, on ne connaît que le nom : Gondoin (vers 650 ?) et Boniface (après 660). Etichon-Adalric d'Alsace est le premier duc d'Alsace qui soit réellement connu ; il est l'ancêtre éponyme des Étichonides.

## Sous le règne du duc Adalric
Avec le duc Adalric, Hetti ou Etichon (vers 673-693) le duché d'Alsace passa aux mains de la famille des Étichonides, appelé ainsi du nom de leur ancêtre. Durant la seconde moitié du VIIe siècle, cette dynastie parvint à étendre son pouvoir en Alsace, dans l'Ajoie (région de Porrentruy) et dans le Sornegau (région de Delémont). Elle y possédait à titre familial  plus de 70 domaines. Après quelques tergiversations initiales, le duc Adalric se rallia fidèlement aux Mérovingiens d'Austrasie. Le maire du palais Pépin III (687-714) sut utiliser habilement les services du duc, homme violent, surtout lorsque les Alamans exerçaient une pression trop forte sur les frontières.  Étichon avait épousé Bereswinde, probablement belle-sœur de Sigebert III. De cette union naquit entre autres Sainte Odile, la sainte patronne de l'Alsace. 
Sous le règne des ducs Adalbert et Luitfrid, le pouvoir des Étichonides se stabilisa. Vers 746, le danger des Alamans fut jugulé. Le duché d'Alsace perdit sa raison d'être. Son domaine fut intégré dans le royaume franc. La famille des Étichonides survécut dans diverses lignées aristocratiques de la région. Elle entra dans la maison carolingienne grâce au mariage de l'une de ses descendantes, Ermengarde de Tours, avec l'empereur Lothaire Ier. Elle se prolongea dans la famille alsacienne avec les comtes d'Eguisheim.
La famille s'éteint en 1225 avec la mort de Gertrude de Dabo.
La Maison d'Autriche a prétendu qu'elle descendait de cette lignée très prestigieuse des Étichonides, mais n'a pas pu le prouver.